# Чемпіонат світу зі снукеру 2024
Чемпіонат світу зі снукеру 2024 (офіційна назва — 2024 Cazoo World Snooker Championship) — професійний турнір зі снукеру, який проходив з 20 квітня по 6 травня 2024 року в Театрі Крусібл у Шеффілді, Англія.
Чемпіонат світу зі снукеру проводився 48 рік поспіль. Відбіркові раунди проходили з 8 по 17 квітня в Англійському інституті спорту в Шеффілді. Спонсором 17-ї й останньої рейтингової події снукерного сезону 2023—2024 років став роздрібний продавець автомобілів Cazoo . Подію транслювали у Великобританії BBC, Eurosport і Discovery+, а також інші телекомпанії по всьому світу. Переможець отримав 500 000 фунтів із загального призового фонду 2 395 000 фунтів.
Лука Бресель був чинним чемпіоном, перемігши Марка Селбі у фіналі 2023 року. Бресель програв у першому раунді Девіду Гілберту і не зміг подолати прокляття Крусіблу, ставши 19-м першим чемпіоном, який не зміг захистити свій титул. У третьому раунді кваліфікації Ноппон Саенгкхам  зробив максимальний брейк.
У фінальному матчі турніру англієць Кайрен Вілсон (посіяний під 12 номером) переміг валлійця Джека Джонса (44 номер) із рахунком 18-14. 